# أوستفولد

موقع مقاطعة أستفلد من النرويج

شعار مقاطعة أستفلد

أوستفول (بالنرويجية: Østfold، أي الجهة الشرقية لخليج أوسلو، من Øst أي الشرق، وFold وهو الاسم القديم لخليج أوسلو) مقاطعة تقع بجنوب شرقي النرويج.

## أعلام
- جون أنكر
- هانس نيلسن هاوغ